# Віталійс Максименко
Віталійс Максименко (латис. Vitālijs Maksimenko; нар. 8 грудня 1990, Рига, Латвійська РСР) — латвійський футболіст, центральний захисник словенської «Олімпії» (Любляна). З 2013 року виступає за національну збірну Латвії, у футболці якої зіграв понад 50 матчів.

## Клубна кар'єра

### Ранні роки
В юнацькі роки виступав за команду академії ризького «Сконто». У 13-річному віці перейшов до «Даугави 90». У 2008 році переведений до першої команди клубу «Даугава» (Рига). У своєму дебютному сезоні на професіональному рівні разом з командою виграв Першу лігу Латвії. Вперше зіграв за першу команду «Даугави» 2009 року. По ходу сезону, після 9-ти зіграних матчів у Вищій лізі Латвії, відправився на перегляд до клубів Прем'єр-ліги Росії «Локомотив» (Москва) та ЦСКА (Москва). Зрештою підписав контракт з «армійцями» до завершення сезону. Проте у футболці столичного клубу виступав виключно за дублюючий склад.

### «Сконто» (Рига)
На початку 2010 року тренувався разом з представником Вищої ліги Латвії «Сконто» (Рига). На тренерський штаб справив хороше враження, завдяки чому 15 березня 2010 року уклав з вище вказаним клубом договір. У своєму дебютному сезоні в складі «Сконто» зіграв 25 матчів, завдяки чому допоміг клубу виграти Вищу лігу Латвії. У 2011 році в складі ризького клубу став переможцем Балтійської ліги, а в 2012 році — володарем кубку Латвії. У Вищій лізі Латвії 2012 року «Сконто» фінішував на другому місці, а Латвійська футбольна федерація та sportacentrs.com включили Віталійса до символічної збірної чемпіонату. Згодом визнаний найкращим захисником чемпіонату у сезоні, а також найкращим гравцем сезону в «Сконто».

### «Брайтон енд Гоув Альбіон»
Наприкінці 2012 року Максименко побував на перегляді в клубі англійського Чемпіоншипу «Брайтон енд Гоув Альбіон». Незважаючи на зацікавленість з боку інших клубів Чемпіоншипу та Прем'єр-ліги, 5 січня 2013 року підписав 2,5-річний контракт з «Чайками», але одразу ж був переведений до команди U-23. Свій єдиний матч за основний склад «Брайтона» провів у серпні 2013 року, проти «Дербі Каунті».

#### Оренда в «Йовіл Таун»
18 березня 2013 року відправився в 1-місячну оренду до представника Першої ліги Англії «Йовіл Таун». Дебютував за «Йовіл» у Футбольній лізі 16 квітня 2013 року, вийшовши на заміну в програному (0:1) поєдинку проти «Олдем Атлетік». 20 травня 2013 року вийшов на поле в другому таймі переможного фіналу плей-оф Ліги один 2013 проти «Брентфорда» та допоміг команді завоювати путівку до Чемпіоншипу. Після чотирьох зіграних матчів у футболці  «Йовіл Тауна» повернувся до «Брайтона».

#### Оренда в «Кілмарнок»
24 січня 2014 року перейшов в оренду до завершення Прем'єршипу 2013/14 до клубу «Кілмарнок». Єдиним голом у новій команді відзначився в програному (1:2) поєдинку проти «Партік Тісл».

#### Оренда в «ВВВ-Венло»
1 вересня 2014 року офіційно оголосили, що Віталійс Максименко відправлений в оренду до завершення сезону в клуб нідерландської Еерстедивізі «ВВВ-Венло».

### Подальша кар'єра
У липні 2015 року повернувся до Латвії, де приєднався до ФК «Лієпая». Однак наприкінці серпня того ж року перейшов до клубу австрійської Бундесліги «Маттерсбург». 30 червня 2017 року підписав контракт з польським клубом «Термаліка Брук-Бет». З липня 2018 року представляв словенський клуб люблянська «Олімпія». У січні 2020 року контракт зі словенським клубом було розірвано, а 24 січня 2020 перейшов в японський клуб «Омія Ардія». Клуб із Сайтами, міста на півдні однойменної префектури, виступав у другому дивізіоні країни — Джей-лігт 2. По закінченні терміну дії контракту залишив японський клуб. 12 лютого 2021 року повернувся до люблянської «Олімпії».

## Кар'єра в збірній
Виступав за юнацькі збірні Латвії U-17 та U-19. У футболці молодіжної збірної Латвії зіграв 6 матчів у кваліфікації до молодіжного чемпіонату Європи 2013 року. 15 серпня 2012 року вперше викликаний до національної збірної Латвії на товариський матч проти Чорногорії. Дебютував у стартовому складі національної збірної 6 лютого 2013 року в програному (0:3) товариському поєдинку проти Японії, вийшов на заміну на 72-ій хвилині замість Владімірса Камешса.

## Статистика виступів

### У збірній
| Дата       | Місто               | Господарі          | Результат | Гості              | Турнір                               | Голи | Примітки |
| ---------- | ------------------- | ------------------ | --------- | ------------------ | ------------------------------------ | ---- | -------- |
| 6-2-2013   | Кобе                | Японія             | 3 – 0     | Латвія             | товариський матч                     | -    | 73'      |
| 24-5-2013  | Доха                | Катар              | 3 – 1     | Латвія             | товариський матч                     | -    |          |
| 28-5-2013  | Дуйсбург            | Латвія             | 3 – 3     | Туреччина          | товариський матч                     | -    | 46'      |
| 14-8-2013  | Таллінн             | Естонія            | 1 – 1     | Латвія             | товариський матч                     | -    |          |
| 6-9-2013   | Рига                | Латвія             | 2 – 1     | Литва              | Відбір до ЧС 2014                    | -    |          |
| 10-9-2013  | Афіни               | Греція             | 1 – 0     | Латвія             | Відбір до ЧС 2014                    | -    |          |
| 11-10-2013 | Вільнюс             | Литва              | 2 – 0     | Латвія             | Відбір до ЧС 2014                    | -    |          |
| 15-10-2013 | Рига                | Латвія             | 2 – 2     | Словаччина         | Відбір до ЧС 2014                    | -    |          |
| 15-11-2013 | Дублін              | Ірландія           | 3 – 0     | Латвія             | товариський матч                     | -    |          |
| 31-5-2014  | Лієпая              | Латвія             | 1 – 0     | Литва              | Coppa del Baltico                    | -    | 58'      |
| 3-9-2014   | Рига                | Латвія             | 2 – 0     | Вірменія           | товариський матч                     | -    | 46'      |
| 9-9-2014   | Астана              | Казахстан          | 0 – 0     | Латвія             | Відбір до ЧЄ 2016                    | -    |          |
| 28-3-2015  | Прага               | Чехія              | 1 – 1     | Латвія             | Відбір до ЧЄ 2016                    | -    |          |
| 31-3-2015  | Львів               | Україна            | 1 – 1     | Латвія             | товариський матч                     | 1    | 46'      |
| 12-6-2015  | Рига                | Латвія             | 0 – 2     | Нідерланди         | Відбір до ЧЄ 2016                    | -    |          |
| 3-9-2015   | Конья               | Туреччина          | 1 – 1     | Латвія             | Відбір до ЧЄ 2016                    | -    |          |
| 6-9-2015   | Рига                | Латвія             | 1 – 2     | Чехія              | Відбір до ЧЄ 2016                    | -    | 45+1'    |
| 10-10-2015 | Рейк'явік           | Ісландія           | 2 – 2     | Латвія             | QEuro                                | -    | 75'      |
| 13-10-2015 | Рига                | Латвія             | 0 – 1     | Казахстан          | Відбір до ЧЄ 2016                    | -    |          |
| 25-3-2016  | Трнава              | Словаччина         | 0 – 0     | Латвія             | товариський матч                     | -    |          |
| 29-3-2016  | Гібралтар           | Гібралтар          | 0 – 5     | Латвія             | товариський матч                     | -    | 72'      |
| 1-6-2016   | Лієпая              | Латвія             | 2 – 1     | Литва              | Coppa del Baltico                    | -    |          |
| 4-6-2016   | Таллінн             | Естонія            | 0 – 0     | Латвія             | Coppa del Baltico                    | -    |          |
| 2-9-2016   | Рига                | Латвія             | 3 – 1     | Люксембург         | товариський матч                     | -    |          |
| 6-9-2016   | Андорра-ла-Велья    | Андорра            | 0 – 1     | Латвія             | QMondiali                            | -    |          |
| 7-10-2016  | Рига                | Латвія             | 0 – 2     | Фарерські острови  | Відбір до ЧС 2018                    | -    | 75'      |
| 10-10-2016 | Рига                | Латвія             | 0 – 2     | Угорщина           | Відбір до ЧС 2018                    | -    |          |
| 13-11-2016 | Фару                | Португалія         | 4 – 1     | Латвія             | Відбір до ЧС 2018                    | -    | 25'      |
| 28-3-2017  | Тбілісі             | Грузія             | 5 – 0     | Латвія             | товариський матч                     | -    | 67'      |
| 9-6-2017   | Рига                | Латвія             | 0 – 3     | Португалія         | Відбір до ЧС 2018                    | -    |          |
| 12-6-2017  | Рига                | Латвія             | 1 – 2     | Естонія            | товариський матч                     | -    | 46'      |
| 31-8-2017  | Будапешт            | Угорщина           | 3 – 1     | Латвія             | Відбір до ЧС 2018                    | -    |          |
| 3-9-2017   | Рига                | Латвія             | 0 – 3     | Швейцарія          | Відбір до ЧС 2018                    | -    | 44'      |
| 7-10-2017  | Торсгавн            | Фарерські острови  | 0 – 0     | Латвія             | Відбір до ЧС 2018                    | -    |          |
| 13-11-2017 | Косовська Митровиця | Косово             | 4 – 3     | Латвія             | товариський матч                     | -    | 40'      |
| 2-6-2018   | Рига                | Латвія             | 1 – 0     | Естонія            | Coppa del Baltico                    | -    |          |
| 9-6-2018   | Лієпая              | Латвія             | 1 – 3     | Азербайджан        | товариський матч                     | -    |          |
| 9-9-2018   | Тбілісі             | Грузія             | 1 – 0     | Латвія             | Ліга націй УЄФА 2018-2019 - 1º turno | -    |          |
| 13-10-2018 | Рига                | Латвія             | 1 – 1     | Казахстан          | Ліга націй УЄФА 2018-2019 - 1º turno | -    |          |
| 16-10-2018 | Рига                | Латвія             | 0 – 3     | Грузія             | Ліга націй УЄФА 2018-2019 - 1º turno | -    |          |
| 15-11-2018 | Астана              | Казахстан          | 1 – 1     | Латвія             | Ліга націй УЄФА 2018-2019 - 1º turno | -    |          |
| 19-11-2018 | Андорра-ла-Велья    | Андорра            | 0 – 0     | Латвія             | Ліга націй УЄФА 2018-2019 - 1º turno | -    |          |
| 21-3-2019  | Скоп'є              | Північна Македонія | 3 – 1     | Латвія             | Відбір до ЧЄ 2020                    | -    |          |
| 24-3-2019  | Варшава             | Польща             | 2 – 0     | Латвія             | Відбір до ЧЄ 2020                    | -    | 53'      |
| 7-6-2019   | Рига                | Латвія             | 0 – 3     | Ізраїль            | Відбір до ЧЄ 2020                    | -    |          |
| 10-6-2019  | Рига                | Латвія             | 0 – 5     | Словенія           | Відбір до ЧЄ 2020                    | -    | 16'      |
| 6-9-2019   | Зальцбург           | Австрія            | 6 – 0     | Латвія             | Відбір до ЧЄ 2020                    | -    |          |
| 9-9-2019   | Рига                | Латвія             | 0 – 2     | Північна Македонія | Відбір до ЧЄ 2020                    | -    | 57'      |
| 10-10-2019 | Рига                | Латвія             | 0 – 3     | Польща             | Відбір до ЧЄ 2020                    | -    | 52'      |
| 16-11-2019 | Любляна             | Словенія           | 1 – 0     | Латвія             | Відбір до ЧЄ 2020                    | -    |          |
| 19-11-2019 | Рига                | Латвія             | 1 – 0     | Австрія            | Відбір до ЧЄ 2020                    | -    |          |
| 4-6-2021   | Рига                | Латвія             | 3 – 1     | Литва              | Coppa del Baltico                    | -    | 61'      |
| Усього     |                     | Матчів             | 52        |                    | Голів                                | 1    |          |

## Досягнення

### Клубні
«Сконто» (Рига)
- Вища ліга Латвії
  -  Чемпіон (1): 2010

- Балтійська ліга
  -  Чемпіон (1): 2010/11

- Кубок Латвії
  -  Володар (1): 2011/12

«Йовіл Таун»
- Плей-оф Першої ліги Англії
  -  Чемпіон (1): 2012/13

«Олімпія» (Любляна)
- Кубок Словенії
  -  Володар (2): 2018/19, 2020/21

### Індивідуальні
- Найкрпащий захисник Вищої ліги Латвії: 2012
- Найкращий гравець сезону в «Сконто» (Рига): 2012